# Феодальная раздробленность
Феода́льная раздро́бленность (или же уде́льная систе́ма) — период ослабления центральной власти в феодальных государствах в силу разной по своей продолжительности и эффекту децентрализации, обусловленной усилением крупных феодалов в условиях сеньориальной организации труда и воинской повинности.
Новые, более мелкие территориальные образования ведут практически независимое существование, господствующим в них является натуральное хозяйство. Термин был широко распространён в советской и частично в российской марксистской историографии, и используется в различных значениях.

## Удельный период
Термин используется для обозначения эпохи существования уделов и включает в себя весь период от раздела центральной власти (от первого в 843 году — для империи Карла Великого, от последнего в 1132 году — для Древней Руси; не от появления первых уделов) в раннефеодальном государстве до ликвидации последнего удела в централизованном государстве (XVI век).

## Развитый феодализм
Часто термин, который характеризует состояние верховной власти в государстве и отношения внутри верхушки феодального общества (см. вассалитет), используется в качестве синонима понятий феодализм и развитый феодализм, характеризующих экономический строй и отношения между социальными слоями общества. Кроме того, понятия относятся к разным, хотя и пересекающимся, хронологическим интервалам. В советской историографии окончательное формирование феодального способа производства в Западной Европе датировалось X—XI веками, а его окончание — от XVI—XVIII веков в странах Западной Европы до XIX века в странах Центральной и Восточной Европы.

## Феодальная анархия[1], аристократический строй[3]
По мере разветвления правящей династии в раннефеодальных государствах, расширения их территории и административного аппарата, представители которого осуществляют власть монарха над местным населением, собирая дань и войско, увеличивается количество претендентов на центральную власть, периферийные военные ресурсы увеличиваются, а контрольные возможности центра ослабевают. Верховная власть становится номинальной, и монарх начинает избираться крупными феодалами из своей среды, при этом ресурсы избранного монарха, как правило, ограничиваются ресурсами его исходного княжества, и он не может передавать верховную власть по наследству. В этой ситуации работает правило «вассал моего вассала — не мой вассал».
Первыми исключениями становятся Англия на северо-западе Европы (Солсберийская присяга 1085 год, все феодалы являются прямыми вассалами короля) и Византия на её юго-востоке (примерно в то же время император Алексей I Комнин вынудил крестоносцев, захвативших в ходе первого крестового похода земли на Ближнем Востоке, признать вассальную зависимость от империи, тем самым включив эти земли в состав империи и сохранив её единство). В этих случаях все земли государства делятся на домен монарха и земли его вассалов, как и на следующем историческом этапе, когда верховная власть закрепляется за одним из князей, вновь начинает передаваться по наследству и начинается процесс централизации (этот этап часто называют вотчинной монархией).
В XII веке, когда полным ходом шло образование национальных государств в Англии и Франции, в Германии установилась феодальная раздробленность и ослабла центральная власть.
Полное развитие феодализма становилось предпосылкой окончания феодальной раздробленности, поскольку подавляющая часть слоя феодалов, его рядовые представители были объективно заинтересованы в наличии единого выразителя своих интересов:
Социальные интересы феодального класса в целом и нормы рыцарской морали до известной степени сдерживали центробежные тенденции, ограничивали феодальную вольницу. В ходе процесса государственной централизации рыцарство (средние и мелкие феодалы) составляло основную военную силу королей в их противостоянии знати в борьбе за территориальное объединение страны и реальную власть в государстве.

## Феодальная раздробленность на Руси
В рамках формационного подхода начало феодальной раздробленности на Руси обычно датируется одинаково с началом периода развитого феодализма (XII век). После возникновения во второй четверти XII века самостоятельных княжеств Киев около века продолжал оставаться номинальной столицей Руси, хотя в этот период взяли своё начало два противоположных процесса: процесс образования удельных княжеств (внутри княжеств, на которые распалась Киевская Русь), и процесс объединения земель вокруг новых политических центров (Владимир, Галич).
После монгольского нашествия золотоордынские правители выдавали ярлык на владимирское великое княжение, дававшее право сбора дани для хана с других русских княжеств. Новгородская земля, Смоленское княжество, Рязанское княжество, а также образовавшиеся в XIV веке на территории Владимиро-Суздальского княжества Тверское, Московское и Нижегородско-Суздальское великие княжества собирали и отправляли дань хану самостоятельно.

Великие княжества, которые объединяли удельных князей, стали проявлять тенденцию к преодолению феодальной раздробленности. Великих князей поддерживали боярство, духовенство, посадское население (купечество, ремесленники). Все они были заинтересованы в упразднении феодальной чересполосицы, в уничтожении княжеских усобиц, в освобождении от татаро-монгольского ига, в обеспечении безопасности границ.
В правление Дмитрия Ивановича за Москвой закрепилась роль центра объединения северо-восточных русских земель, великое княжение Владимирское стало наследоваться московскими князьями. Примерно в то же время южнорусские земли объединились вокруг Великого княжества Литовского, в них прекратилось монголо-татарское иго.

Своеобразие Литовско-Русского государства определялось и сочетанием дофеодальных черт с постфеодальными: юго-западные русские княжества, в которых удельное дробление никогда не заходило слишком далеко; преодолевавшие раздробленность земли вокруг Чернигова и Смоленска; только вступавшие на путь феодализации балтские этнические группы.— 
После двухвековой (XIV—XVI века) борьбы между Москвой и Вильно, осложнённой вмешательством Орды, Польши и Тевтонского ордена, великое княжество Литовское образовало с Польшей конфедерацию (1569). В правление Ивана III было сброшено ордынское иго на северо-востоке (1480), в правление Василия III были ликвидированы последние уделы.
Как отмечал отечественный историк XVIII века И. Н. Болтин: «Наши удельные князья полным феодальным правом пользовались». Он также отмечал то, что как и в Западной Европе, феодальная раздробленность у нас сменяется политическим объединением, и сравнивал Ивана IV с Людовиком XI, такое же сравнение есть у Карамзина. О тождестве исторического процесса касательно феодализма как политического дробления в удельной Руси и на Западе отмечал автор «Истории русского народа» (1829—1833) Н. А. Полевой. Приверженец идеи о полном своеобразии, самобытности русского исторического развития М. П. Погодин, хотя и утверждал, что Россия никогда не знала феодализма, в то же время сопоставлял наши удельные княжества с его формой на Западе.